# Campionati sudamericani di atletica leggera 2023
I 53º Campionati sudamericani di atletica leggera si svolgeranno a San Paolo, in Brasile, dal 28 al 30 luglio 2023, saranno organizzati sotto la supervisione della CONSUDATLE.
Vi prenderanno parte gli atleti di 15 paesi.

## Nazioni partecipanti
Tra parentesi il numero di atleti per nazione
- Argentina (?)
- Bolivia (?)
- Brasile (?)
- Cile (?)
- Colombia (?)
- Rep. Dominicana (?)
- Ecuador (?)
- Guyana (?)

- Panama (?)
- Paraguay (?)
- Perù (?)
- Porto Rico (?)
- Suriname (?)
- Uruguay (?)
- Venezuela (?)

## Risultati

### Uomini
| Specialità | Oro                                                                             | Prestazione | Argento                                                                        | Prestazione | Bronzo                                                                                         | Prestazione |
| Corse piane |                                                                                 |             |                                                                                |             |                                                                                                |             |
| 100 m piani (+0.8 m/s) | Issamade Asinga                                                                 | 9"89        | Erik Cardoso                                                                   | 9"97        | Ronal Longa                                                                                    | 9"99        |
| 200 m piani (+0.7 m/s) | Issamade Asinga                                                                 | 20"19       | Alonso Edward                                                                  | 20"30       | Cesar Almiron                                                                                  | 20"49       |
| 400 m piani | Anthony Zambrano                                                                | 45"52       | Elián Larregina                                                                | 45"63       | Jhon Perlaza                                                                                   | 45"86       |
| 800 m piani | Eduardo Ribeiro                                                                 | 1'47"12     | Rafael Munoz                                                                   | 1'47"27     | José Maita                                                                                     | 1'47"65     |
| 1500 m piani | Diego Javier Lacamoire                                                          | 3'47"99     | Guilherme Kurtz                                                                | 3'48"11     | Andre Carlos Sousa Sales                                                                       | 3'49"24     |
| 5000 m piani | Valentin Soca                                                                   | 13'55"42    | Julián Molina                                                                  | 13'55"75    | Altobeli da Silva                                                                              | 13'55"91    |
| 10000 m piani | Carlos Diaz del Rio                                                             | 28'57"18    | Ignacio Velasquez                                                              | 29'00"91    | Diego Arévalo                                                                                  | 29'10"79    |
| Corse a ostacoli |                                                                                 |             |                                                                                |             |                                                                                                |             |
| 110 m hs (-0.9 m/s) | Eduardo de Deus                                                                 | 13"59       | Brayan Rojas                                                                   | 13"72       | Martín Saenz                                                                                   | 13"76       |
| 400 m hs | Matheus Lima                                                                    | 49"44       | Bruno Agustin De Genaro                                                        | 50"35       | Cristóbal Munoz-Manzor                                                                         | 50"89       |
| 3000 m siepi | Julian Molina                                                                   | 8'36"47     | Carlos Andres San Martin                                                       | 8'39"23     | Julio Palomino                                                                                 | 8'48"93     |
| Corse in strada |                                                                                 |             |                                                                                |             |                                                                                                |             |
| Maratona |                                                                                 |             |                                                                                |             |                                                                                                |             |
| Marcia 20 km | Luis Henry Campos                                                               | 1h21'25"6   | Jhoantan Javier Amores Carua                                                   | 1h21'42"9   | Max Batista Goncalves dos Santos                                                               | 1h23'21"7   |
| Marcia 50 km |                                                                                 |             |                                                                                |             |                                                                                                |             |
| Salti |                                                                                 |             |                                                                                |             |                                                                                                |             |
| Salto in alto | Carlos Layoy                                                                    | 2,23 m      | Fernando Ferreira                                                              | 2,21 m      | Talles Frederico Silva                                                                         | 2,13 m      |
| Salto con l'asta | Germán Chiaraviglio                                                             | 5,55 m      | Dyander Pacho                                                                  | 5,40 m      | Ricardo David Montes                                                                           | 5,40 m =    |
| Salto in lungo | Arnovis Dalmero                                                                 | 8,29 m      | Emiliano Lasa                                                                  | 8,08 m      | Lucas Marcelino Dos Santos                                                                     | 7,83 m      |
| Salto triplo | Almir dos Santos                                                                | 17,24 m     | Geiner Moreno                                                                  | 16,58 m     | Leodan Torrealba                                                                               | 16,52 m     |
| Lanci |                                                                                 |             |                                                                                |             |                                                                                                |             |
| Getto del peso | Welington Morais                                                                | 20,59 m     | Nazareno Sasia                                                                 | 19,75 m     | Willian Durado                                                                                 | 19,45 m     |
| Lancio del disco | Claudio Romero                                                                  | 63,24 m     | Juan José Caicedo                                                              | 62,42 m     | Mauricio Ortega                                                                                | 60,15 m     |
| Lancio del martello | Humberto Mansilla                                                               | 75,62 m     | Gabriel Kehr                                                                   | 75,57 m     | Joaquin Gómez                                                                                  | 73,77 m     |
| Lancio del giavellotto | Pedro Henrique Rodrigues                                                        | 80,26 m     | Billy Julio López                                                              | 78,72 m     | Luiz Mauricio Da Silva                                                                         | 77,17 m     |
| Prove multiple |                                                                                 |             |                                                                                |             |                                                                                                |             |
| Decathlon | Jose Fernando Ferreira Santana                                                  | 8058 pt     | Santiago Ford                                                                  | 7845 pt     | Gerson Vidal Izaguirre Rangel                                                                  | 7691 pt     |
| Staffette |                                                                                 |             |                                                                                |             |                                                                                                |             |
| Staffetta 4×100 m | Brasile Paulo André de Oliveira Felipe Bardi Erik Cardoso Rodrigo do Nascimento | 38"70       | Paraguay Jonathan Alexis Wolk Misael Jonas Zalazar Fredy Maidana Cesar Almiron | 39"25       | Venezuela David Alejandro Vivas Larrua Rafael De Jesús Vásquez León Alexis Nieves Brayan Alamo | 39"55       |
| Staffetta 4×400 m | Venezuela                                                                       | 3'04"14     | Brasile                                                                        | 3'04"15     | Argentina                                                                                      | 3'05"76     |
| record mondiale; record mondiale stagionale; record sudamericano; record dei campionati; record nazionale; record personale; record personale stagionale. |                                                                                 |             |                                                                                |             |                                                                                                |             |

### Donne
| Specialità | Oro                                                                                          | Prestazione | Argento                                                                              | Prestazione | Bronzo                                                              | Prestazione |
| Corse piane |                                                                                              |             |                                                                                      |             |                                                                     |             |
| 100 m piani (+0.7 m/s) | Vitória Cristina Rosa                                                                        | 11"17       | Ángela Tenorio                                                                       | 11"30       | Aimara Nazareno                                                     | 11"38       |
| 200 m piani (+2.0 m/s) | Nicole Caicedo                                                                               | 22"81       | Shary Vallecilla                                                                     | 23"07       | Vitória Cristina Rosa                                               | 23"13       |
| 400 m piani | Martina Weil                                                                                 | 51"11       | Evelis Aguilar                                                                       | 51"41       | Nicole Caicedo                                                      | 51"53       |
| 800 m piani | Flavia Maria De Lima                                                                         | 2'01"82     | Déborah Rodríguez                                                                    | 2'03"94     | Berdine Castillo                                                    | 2'04"16     |
| 1500 m piani | Fedra Aldana Luna Sambrán                                                                    | 4'14"52     | July Ferreira da Silva                                                               | 4'16"11     | María Pía Fernández                                                 | 4'16"78     |
| 5000 m piani | Fedra Aldana Luna Sambrán                                                                    | 16'06"00    | Thalia Valdivia                                                                      | 16'12"45    | Muriel Coneo Paredes                                                | 16'20"85    |
| 10000 m piani | Luz Mery Rojas                                                                               | 34'25"0     | Thalia Valdivia                                                                      | 34'26"0     | Daiana Ocampo                                                       | 34'28"2     |
| Corse a ostacoli |                                                                                              |             |                                                                                      |             |                                                                     |             |
| 100 m hs ( m/s) | Caroline de Melo Tomaz                                                                       | 13"26       | Micaela Rosa de Mello                                                                | 13"34       | Maria Ignacia Eguiguren                                             | 13"81       |
| 400 m hs | Chayenne da Silva                                                                            | 55"90       | Bianca Amaro dos Santos                                                              | 57"30       | Valeria Cabezas                                                     | 57"31       |
| 3000 m siepi | Tatiane Raquel da Silva                                                                      | 9'55"73     | Simone Ponte Ferraz                                                                  | 9'59"44     | Clara Macarena Baiocchi                                             | 10'19"71    |
| Corse in strada |                                                                                              |             |                                                                                      |             |                                                                     |             |
| Marcia 20000 metri | Mary Luz Andía                                                                               | 1h29'07"5   | Paula Milena Torres                                                                  | 1h33'06"1   | Gabriela de Souza                                                   | 1h33'31"8   |
| Salti |                                                                                              |             |                                                                                      |             |                                                                     |             |
| Salto in alto | Valdileia Martins                                                                            | 1,84 m      | Maria Isabel Arboleda                                                                | 1,78 m      | Jennifer Rodriguez                                                  | 1,78 m      |
| Salto con l'asta | Juliana De Menis Campos                                                                      | 4,60 m      | Robeilys Peinado                                                                     | 4,50 m      | Stefanny Castillo                                                   | 4,20 m      |
| Salto in lungo | Eliane Martins                                                                               | 6,62 m      | Lissandra Maysa Campos                                                               | 6,32 m      | Yuliana Angulo                                                      | 6,26 m      |
| Salto triplo | Gabriele Santos                                                                              | 13,92 m     | Estrella Lobo                                                                        | 13,54 m     | Adriana Chila                                                       | 13,42 m     |
| Lanci |                                                                                              |             |                                                                                      |             |                                                                     |             |
| Getto del peso | Ivana Gallardo                                                                               | 17,39 m     | Lívia Avancini                                                                       | 17,04 m     | Natalia Duco                                                        | 16,93 m     |
| Lancio del disco | Izabela da Silva                                                                             | 61,26 m     | Karen Gallardo                                                                       | 59,92 m     | Andressa de Morais                                                  | 59,37 m     |
| Lancio del martello | Rosa Rodríguez                                                                               | 68,12 m     | Mayra Alexandra Gaviria                                                              | 67,07 m     | Ximena Zorrilla                                                     | 65,92 m     |
| Lancio del giavellotto | Flor Ruíz                                                                                    | 61,82 m     | Jucilene de Lima                                                                     | 60,68 m     | María Lucelly Murillo                                               | 59,75 m     |
| Prove multiple |                                                                                              |             |                                                                                      |             |                                                                     |             |
| Eptathlon | Martha Araújo                                                                                | 5785 pt     | Tamara de Sousa                                                                      | 5314 pt     | María Fernanda Murillo                                              | 5229 pt     |
| Staffette |                                                                                              |             |                                                                                      |             |                                                                     |             |
| Staffetta 4×100 m | Brasile Ana Carolina Azevedo Vitória Cristina Rosa Barbara da Silva Leoncio Rosângela Santos | 43"47       | Colombia Evelyn Rivera Angelica Maria Gamboa Shary Vallecilla Melany Bolaño Cassiani | 44"18       | Cile Viviana Olivares Isidora Jiménez Anais Hernandez Javiera Cañas | 44"40       |
| Staffetta 4×400 m | Colombia                                                                                     | 3'31"39     | Brasile                                                                              | 3'31"63     | Cile                                                                | 3'35"39     |
| record mondiale; record mondiale stagionale; record sudamericano; record dei campionati; record nazionale; record personale; record personale stagionale. |                                                                                              |             |                                                                                      |             |                                                                     |             |

### Misti
| Specialità | Oro                                                                             | Prestazione | Argento | Prestazione | Bronzo | Prestazione |
| Staffetta 4×400 m | Colombia Jhon Perlaza Lina Esther Licona Torres Anthony Zambrano Evelis Aguilar | 3'14"79     | Brasile Tiago Lemes da Silva Julia Aparecida Rocha Douglas Hernandes Mendes Jainy Suelen dos Santos Barreto | 3'18"02     | Ecuador Alan Aldair Minda Acosta Gabriela Anahí Suarez Suarez Francisco Israel Tejeda Guerrero Nicole Dayci Caicedo Arce | 3'24"42     |
| record mondiale; record mondiale stagionale; record sudamericano; record dei campionati; record nazionale; record personale; record personale stagionale. |                                                                                 |             | |             | |             |

## Medagliere
Legenda
     Paese ospitante
| Posizione | Nazione   | Oro | Argento | Bronzo | Totale |
| --------- | --------- | --- | ------- | ------ | ------ |
| 1         | Brasile   | 19  | 15      | 10     | 44     |
| 2         | Colombia  | 7   | 10      | 9      | 26     |
| 3         | Argentina | 6   | 4       | 4      | 14     |
| 4         | Cile      | 5   | 5       | 7      | 17     |
| 5         | Perù      | 3   | 2       | 2      | 7      |
| 6         | Venezuela | 2   | 1       | 5      | 8      |
| 7         | Suriname  | 2   | 0       | 0      | 2      |
| 8         | Ecuador   | 1   | 5       | 7      | 13     |
| 9         | Uruguay   | 1   | 2       | 1      | 4      |
| 10        | Paraguay  | 0   | 1       | 1      | 2      |
| 11        | Panama    | 0   | 1       | 0      | 1      |
| Totale    | Totale    | 46  | 46      | 46     | 138    |